# Rigidoporus sulphureus
Rigidoporus sulphureus är en svampart som beskrevs av Corner 1987. Rigidoporus sulphureus ingår i släktet Rigidoporus och familjen Meripilaceae.   Inga underarter finns listade i Catalogue of Life.